# Châtelet – Les Halles
Châtelet – Les Halles je podzemní nádraží příměstské železnice RER v centru Paříže, které se nachází v 1. obvodu pod nákupním centrem Forum des Halles. Slouží pro linky RER A, RER B a RER D. Podzemními tunely je propojeno se stanicemi Châtelet a Les Halles, kde je možné přestoupit na dalších pět linek pařížského metra. Stanicí každý den projede 1500 vlaků se zhruba 750 000 cestujícími, z čehož je 493 000 na tratích RER. To z něj činí nejrušnější podzemní stanici na světě.

## Provoz
Ve stanici zastavují linky RER A, B a D, takže je zde přímé napojení na mnoho nádraží v regionu Île-de-France včetně letišť Orly a Roissy. Je zde rovněž možné přestoupit na linky pařížského metra 1, 4, 7, 11, a 14. Stanici využívají vlaky provozované společnostmi RATP a SNCF.
Spolu se stanicemi metra Châtelet a Les Halles vytváří rozsáhlou podzemní síť, která je významným dopravním uzlem. Jedná se o největší podzemní nádraží na světě co do počtu cestujících i vypravených vlaků. Denně stanicí projde 750 000 cestujících, z čehož je 493 000 na linkách RER. V době dopravní špičky stanicí projíždí přes 120 vlaků za hodinu.

## Historie
Stanice Châtelet patří mezi první stanice zdejšího metra. Byla otevřena v roce 1900 na lince 1 a postupně zde přibývala i nástupiště dalších linek. Les Halles je stanice na lince 4 otevřená 27. dubna 1908. Od roku 1977 je zde přestup na síť RER. Z tohoto důvodu musela být stanice, původně umístěná pod ulicí Rue Baltard, posunuta asi deset metrů na východ, aby se lépe přestupovalo na nástupiště linek RER.
Dnešní nádraží Châtelet - Les Halles bylo uvedeno do provozu pro linky RER A a B 9. prosince 1977, pro linku RER D 27. září 1987.

Systém umístění jednotlivých linek

## Architektura
Stanice je umístěna pod obchodním centrem Forum des Halles. Koleje všech tří linek RER jsou orientovány rovnoběžně ve směru východ-západ. Sedm kolejí je uskupeno kolem čtyř nástupišť. Centrální nástupiště jsou určena pro linku D. Nevýhodou stanice je zastaralá infrastruktura, jako osvětlení a značení přestupů, také schodiště a nástupiště jsou příliš úzká vzhledem k velkému provozu na stanici.

## Uspořádání
Stanice tvoří se svými chodbami a nástupišti rozsáhlou podzemní síť, takže linka 4 zde zastavuje dvakrát – jednou v Châtelet a podruhé v Les Halles.

## Rozvoj
Do budoucna se plánuje rozsáhlá přestavba čtvrti Les Halles a s ní by došlo k úpravě stanice (např. vybudování nových vstupů apod.), která již po 30 letech provozu nevyhovuje.

## Châtelet – Les Halles v hudbě
Název stanice nese šesté studiové album zpěváka Florenta Pagnyho, stejně jako pilotní singl alba Châtelet les Halles.